# 鈴木周平
鈴木 周平（すずき しゅうへい、1976年11月10日 - ）は、日本の実業家、日本スキー場開発株式会社代表取締役社長。

## 人物・経歴
1976年11月10日、東京都生まれ。立教大学法学部法学科卒業。2000年、監査法人トーマツ（現・有限責任監査法人トーマツ）入所。2006年、日本駐車場開発株式会社入社。2006年11月、同社執行役員。2007年10月、同社取締役財務経理本部長。2009年11月、竜王観光株式会社（現・株式会社北志賀竜王）監査役。2010年8月、株式会社鹿島槍監査役、同年10月、日本スキー場開発株式会社取締役、川場リゾート株式会社監査役。2011年3月、川場リゾート株式会社代表取締役社長。2012年8月、日本スキー場開発株式会社代表取締役社長。